# Reakcje sprzężone
Reakcje sprzężone – rodzaj chemicznych reakcji złożonych, np. taki układ dwóch reakcji elementarnych, z których jedna zachodzi z wyraźną szybkością tylko wtedy, gdy równocześnie zachodzi druga z nich, np.:
A + B → M – reakcja zachodząca niezależnie od drugiej, nazywana „pierwotną” albo „wzbudzającą” (inicjującą)
A + C → N – reakcja zachodząca tylko w obecności B (induktor), nazywana „wtórną” lub „wzbudzoną”
np. FeSO4 (B) utlenia się pod wpływem H2O2 (A) zarówno w obecności, jak i nieobecności HI (C), ale HI utlenia się tylko w obecności FeSO4 (B), jako induktora.

## Podstawy termodynamiczne
Wyjaśnienie zjawiska sprzężenia reakcji umożliwia termodynamika chemiczna. Wartości stałych równowagi (K) dwóch przykładowych reakcji elementarnych ze wspólnym reagentem A i reakcji sumarycznej:
reakcja 1:   A + B = M
reakcja 2:   A + C = N
reakcja 3:   2 · A + B + C = M + N
wynoszą:
{\displaystyle \mathrm {K_{1}={\frac {[M]}{[A][B]}}} }
{\displaystyle \mathrm {K_{2}={\frac {[N]}{[A][C]}}} }
{\displaystyle \mathrm {K_{3}={\frac {[N][M]}{[A]^{2}[B][C]}}} }
gdzie: [A], [B], [C], [M], [N] – stężenia molowe reagentów.
Wartości standardowych entalpii swobodnych (ΔG0) tych reakcji, świadczące o możliwości samorzutnego ich zajścia we wskazanym kierunku, opisują zależności:
ΔG0(1) = – RT ln K1
ΔG0(2) = – RT ln K2
ΔG0(3) = – RT ln K3
Porównanie równań prowadzi do wniosku, że:
ΔG0(3) = – RT ln K3 = – RT ln K1·K2 = – RT (ln K1 + ln K2) = ΔG0(1) + ΔG0(1)
Reakcja złożona 3 może więc przebiegać samorzutnie (spełniać warunek ΔG0(3) < 0) nawet wówczas, gdy samorzutny przebieg elementarnej reakcji 2 nie jest możliwy (ΔG0(2) > 0). Warunkiem jest, aby bezwzględna wartość entalpii swobodnej reakcji egzoenergetycznej (reakcja pierwotna) była większa od analogicznej wartości dla reakcji endoenergetycznej (reakcja wtórna).

## Reakcje sprzężone o znaczeniu biologicznym
| Związek                | ΔG0 [kJ/mol] |
| fosfoenolopirogronian  | –54,4        |
| 1,3-difosfoglicerynian | –49,4        |
| acetylofosforan        | –43,9        |
| fosfokreatyna          | –37,7        |
| acetylokoenzym A       | –32,2        |
| ATP → AMP + 2P         | –31,8        |
| ATP → ADP + P          | –31          |
| glukozo-1-fosforan     | –20,9        |
| glukozo-6-fosforan     | –13,8        |
| glicerolo-1-fosforan   | –9,6         |

Rola reakcji sprzężonych w organizmach żywych bywa ilustrowana przykładem syntezy glutaminy z glutaminianu i jonów amonowych. Entalpia swobodna tej reakcji w temperaturze 310 K i pH = 7 jest dodatnia (ΔG0 = + 15,69 kJ/mol). Wskazuje to, że reakcja nie zachodziłaby samorzutnie, gdyby była reakcją izolowaną. W komórkach biologicznych zachodzi m.in. dzięki obecności ATP, który ulega hydrolizie do ADP (defosforylacja) w reakcji egzoenergetycznej, której entalpia swobodna ΔG0 = – 31,05 kJ/mol:
- reakcja inicjująca (ΔG0 < 0): ATP = ADP + P
- reakcja inicjowana ΔG0,(2) > 0): glutaminian + NH4+ = glutamina
- reakcja złożona (ΔG0,(2) < 0): glutaminian + NH4+ + ATP = glutamina + ADP + P

Wymienione reakcje są tylko formalnym zapisem, ułatwiającym przewidywanie kierunku przemian w oparciu o obliczenia termodynamiczne. Bezpośrednie sprzężenie reakcji egzoenergetycznej i endoenergetycznej wymaga, aby brał w nich udział wspólny reagent (w procesach rzeczywistych zachodzą sprzężone reakcje pośrednie).
Przedstawiony przykład reprezentuje liczne biochemiczne reakcje sprzężone, w których biorą udział ATP i ADP, przy czym (opcjonalnie):
- egzoenergetyczna reakcja defosforylacji (ATP → ADP + P) jest reakcją inicjującą
- endoenergetyczna reakcja fosforylacji (ADP + P → ATP) jest reakcją inicjowaną

W tabeli zamieszczono wartości standardowej entalpii swobodnej hydrolizy niektórych związków o znaczeniu biologicznym. Hydroliza rozpoczynających zestawienie związków najbardziej egzoenergetycznych (|ΔG0| > 31 kJ/mol) może być reakcją inicjującą dla przemiany ADP + P → ATP i dla innych reakcji endoenergetycznych.

## Inne przykłady reakcji sprzężonych
Reakcjami sprzężonymi, zachodzącymi w roztworach, są np.:
- redukcja KMnO4 amoniakiem w obecności HClO
- utlenianie kwasu winowego kwasem chromowym w obecności As2O3
- utlenianie jodowodoru nadtlenkiem wodoru w obecności FeSO4
- odbarwianie indygo pod wpływem tlenu w obecności aldehydu benzoesowego